# Vincent Fossat
 (novembre 2015).
Si vous disposez d'ouvrages ou d'articles de référence ou si vous connaissez des sites web de qualité traitant du thème abordé ici, merci de compléter l'article en donnant les références utiles à sa vérifiabilité et en les liant à la section « Notes et références ».
Vincent Fossat, né le 1er août 1822 à Nice (alors province de Nice du royaume de Sardaigne) et mort le 27 février 1897 à Nice (Alpes-Maritimes, France), est un peintre et illustrateur italien.
Reconnu pour ses illustrations des paysages du comté de Nice et sa création du premier fond iconographique du Muséum d'histoire naturelle de Nice. Sa vie d'artiste bohème et son œuvre teintée d'éclectisme restent une référence de l'école de peinture niçoise et italienne du XIXe siècle.

## Biographie

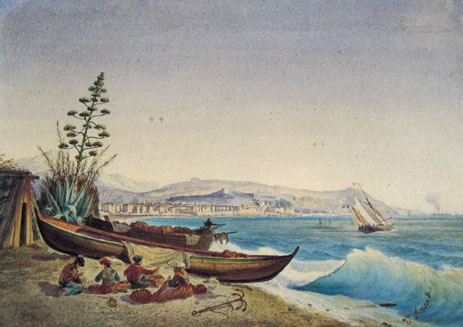
La Baie des anges (1875), Muséum d'histoire naturelle de Nice.

### Origines
Vincent Fossat (Vincenzo Stefano Etienne Del Fossat) naît en 1822. Il est le septième de douze enfants d'une des plus vieilles familles niçoises : les Del Fossat, installés à Nice dès le XVIe siècle, originaires d'Impéria, province de Ligurie, en Italie. Il grandit dans la propriété familiale des collines du quartier de Saint-Barthélemy de Nice. Il devient orphelin à la suite de la mort de son père Antonio Fossat en 1835 et de sa mère Camille Gras en 1842. Son oncle Antonio Fossat et son frère Vitalo Fossat reprennent l'exploitation agricole familiale, Vincent Fossat quitte l'école très jeune, ne sachant ni lire ni écrire, pour se confronter à la vie en exerçant différents petits métiers (pêcheur, cocher, domestique, cuisinier, messager, camelot) pour survivre et faire vivre sa famille. Si sa passion secrète est depuis toujours l'art pictural, il s'écarte, de par sa vie de bohème, de la formation classique des écoles de beaux-arts.

### Les débuts
La rencontre avec le corsaire et peintre Ambroise Louis Garneray va changer sa vie ; il en devient l'élève et affine sa technique de l'aquarelle. Ces premiers travaux le font remarquer et provoquent une rencontre qui changera sa vie. Le naturaliste et botaniste Jean-Baptiste Barla travaille avec Antoine Risso et Jean-Baptiste Vérany à la création du Muséum d'histoire naturelle de Nice. Le trio propose à Fossat de devenir leur peintre attitré pour reproduire graphiquement les différentes espèces botaniques et animales qui composeront la première collection permanente du musée.

### L'aventure du Muséum d'histoire naturelle
En 1853, Fossat devient officiellement l'illustrateur graphique du trio alors que la conception du musée avance, sous l'impulsion des maires de Nice, Adrien Barralis et François Malausséna, et que son ouverture au public se rapproche. Fossat surprend la communauté artistique de l'époque en créant un style oscillant entre le réalisme et l'onirisme, avec pour méthode de peindre ses sujets sur le motif (dans l'arrière pays niçois pour ce qui concerne la botanique et les paysages, et au port Lympia de Nice pour ce qui concerne les espèces animales du monde marin, n'hésitant pas à pratiquer la plongée sous-marine pour s'inspirer au plus proche du mouvement de la vie).

### Une carrière partagée
De 1853 à 1890, Fossat se consacre entièrement à ce travail en restant éloigné des ateliers de beaux-arts des autres peintres niçois de l'époque, ce qui fait sa particularité.
Une autre partie de son œuvre restera beaucoup plus discrète. Ayant conservé son mode de vie de bohème, il fréquente également, comme le décrit dans son ouvrage Guillaume Borea (à l'instar d'autres personnalités artistiques de cette époque, tels le poète François Guisol, l'écrivain Jean-Baptiste Toselli ou encore l'érudit Henri Sappia), les milieux cosmopolites du Nice devenu rendez-vous incontournable des voyageurs européens après le passage de Nice du royaume de Sardaigne à la France du second empire en 1861. Vincent Fossat exécute anonymement, afin de ne pas mélanger ses créations libres avec son travail plus rigoureux pour les scientifiques, différents tableaux de paysages ou des portraits sur commandes privées pour des personnalités de l'époque du second empire. Il signe ces œuvres sous pseudonymes ou reste tout simplement anonyme. Cet aspect rend ainsi très délicat l'établissement d'un catalogue complet et précis de sa création.

### Postérité
Fossat meurt en 1897, laissant derrière lui cette œuvre à deux facettes : l’œuvre « officielle » avec des milliers d'aquarelles dites scientifiques qui constitue encore le fond iconographique du musée de Nice, et l’œuvre « officieuse » qui divise encore aujourd'hui les collectionneurs ne pouvant les identifier avec certitude.
En 1914 et 1920 la ville de Nice organise les premières expositions liées à la vie et à l’œuvre de Vincent Fossat, avant de lui dédier, dans les années 1930, la rue Vincent Fossat dans le quartier de la Libération.